# Julian Fontana
Julian Fontana (31 de juliol de 1810 – 23 de desembre de 1869) va ser un pianista polonès, compositor, advocat, escriptor, traductor i empresari, millor recordat com un bon amic i marmessor musical de Frédéric Chopin.

## Biografia
Va néixer a Varsòvia en una família d'origen italià, Fontana va estudiar dret a la Universitat de Varsòvia i música amb Józef Elsner al conservatori de la ciutat, on va conèixer a Chopin. Fontana va deixar Varsòvia l'any 1831, després de la Revolta polonesa del 1830 i es va establir a Hamburg, abans d'esdevenir un pianista i mestre a París cap al 1832.
El 1835, a Londres, va participar en un concert amb música interpretada per 6 pianistes entre els quals hi havia Ignaz Moscheles, Johann Baptist Cramer i Charles-Valentin Alkan. El 1840, Chopin li va dedicar les seves dues Poloneses op. 40, una de les quals és la Polonesa militar en la major.
Va viatjar molt. Va estar a Anglaterra i França (1833-1837), L'Havana (Cuba) (1844-1845) –el 8 juliol 1844 va interpretar la música de Chopin, per primera vegada a Cuba; entre els seus alumnes hi havia Nicolás Ruiz Espadero– Nova York (1845-1851) i Adolfo de Quesada (1830-1888) –va donar concerts amb Camillo Sívori– i Montgeron (París) (1852). A França es convertí en part de l'escena literària i amic d'Adam Mickiewicz.
El 1855 va publicar una col·lecció de manuscrits inèdits de Chopin, sota els números d'opus 66-73. Després va viatjar a Cuba en un intent fallit de recuperar l'herència de la seva difunta esposa. Va passar alguns anys viatjant entre L'Havana, Nova York, París i Polònia. El 1859 va publicar les setze Cançons poloneses de Chopin, Op. 74 (en una edició posterior va augmentar això a 17 cançons). L'any 1860 Louis Moreau Gottschalk li dedicà dues composicions: La Gitanella i Il·lusions perdudes.
En la dècada de 1860 Fontana va traduir el Don Quijote de Cervantes al polonès. En 1869 va publicar un llibre d'astronomia popular. Va sucumbir a la sordesa i la pobresa, i es va suïcidar inhalant monòxid de carboni a París. Va ser enterrat al cementiri de Montmartre. Ell havia disposat, abans de la seva mort, per tenir al seu fill a cura de la família de la seva esposa a Anglaterra.